# Cochlespira zanzibarica
Cochlespira zanzibarica là một loài ốc biển, là động vật thân mềm chân bụng sống ở biển trong họ Turridae.